# Mianmar vasúti közlekedése
Mianmar vasúthálózatának hossza 3955 km, 1000 mm nyomtávú. A vasúthálózatot a Myanmar Railways üzemelteti. Az országban található a hírhedt Thaiföld–Burma-vasútvonal is.

## Vasúti kapcsolata más országokkal
- Kína - nincs
- Thaiföld - nincs - megszűnt
- Banglades - nincs
- India - nincs
- Laosz - nincs